# 弗利德里希·希夫
弗利德里希·希夫（Friedrich Schiff，1908年11月6日—1968年3月23日），中文名许福，是奥地利犹太裔画家。

## 生平
他生於维也纳。他從维也纳美术学院畢業後於1930年来到中華民国，先后在上海市、天津市、北京市等地居住，1947年离开中国。1954年回到奥地利。他是字林西报的特约插画师，申报专栏漫画家。在上海期間他创作了不少漫画。其大部分作品被格尔德·卡明斯基编成德語画集《绘画里的中国——弗利德里希·希夫画笔下的中国现代史》，中文版由钱定平翻譯，名為《海上画梦录》，於1998年出版。